# Feargal Sharkey
Seán Feargal Sharkey OBE (Derry, 1958. augusztus 13. –) északír énekes és zenész, aki leginkább a The Undertones punkegyüttes énekeseként ismert az 1970-es és '80-as években, majd mint szólóénekes a '80-as és '90-es években. 1985-ös kislemeze, az "A Good Heart" nemzetközi siker lett, az ír, a brit, a belga és az ausztrál kislemezlistán is az élre tudott kerülni. Sharkey-nak három nagylemeze jelent meg szólóénekesként. Az 1990-es években hátrébb lépett a zenéléstől, és a zeneipar támogatója lett különféle szerepkörökben, amely tevékenységéért több díjban és kitüntetésben is részesült. 2019-ben lovaggá ütötték. Billentyűs hangszereken is játszik.

## Diszkográfia

### Szóló stúdióalbumok
- Feargal Sharkey (1985)
- Wish (1988)
- Songs from the Mardi Gras (1991)